# Iida Choko
Iida Chōko (飯田蝶子, Iida Chōko, 15 de abril de 1897 – 26 de dezembro de 1972) foi uma atriz japonesa. Seu nome verdadeiro era Shigehara Tefu. Muitos de seus papéis eram de mulheres e avós da classe trabalhadora, aparecendo em mais de 300 filmes. Seu marido era o cinegrafista Shigehara Hideo.

## Biografia

### Início da vida
Iida nasceu em 15 de abril de 1897, no que é hoje Asakusa, Tóquio. Embora seu pai fosse um funcionário do Ministério das Comunicações, a família não tinha muito dinheiro, então Iida foi enviada para morar com a avó materna aos 2 anos de idade. Iida era a mais velha de 5 filhos, mas devido a pobreza que cercava a família, as crianças ficaram desnutridas e desenvolveram nictalopia. Depois de estudar em uma escola primária particular, Iida ingressou no Ueno Koto Jogakko com a ajuda da avó e trabalhou em uma exposição ao ar livre à noite para ajudar nas finanças da família. Nessa fase, ela descobriu que gostava mais de ir trabalhar do que estudar na escola. Ela parou de frequentar a escola por dois meses, até que a exposição sazonal fechou no outono.

### Carreira como atriz
Em 1913, Iida começou a trabalhar no Matsuzakaya em Ueno. Lá ela ocupou diversos cargos, incluindo os de costura e balconista. Em 1919, Iida começou a escrever para um jornal de entretenimento no distrito de Nihonbashi, Tóquio. Naquele outono, Nakamura Matagoro, um ator de kabuki, publicou um anúncio no Miyako Shinbun para uma atriz se apresentar em um teatro chamado Asakusa Koen Gekijo. Eles decidiram contratar Iida, mas ela descobriu que todos os seus papéis seriam de criadas. Quando o diretor do teatro morreu em 1920, o teatro foi dissolvido. Iida se candidatou para trabalhar em estúdios de cinema, mas foi rejeitada.

### Entrando na Shochiku Kamata
Em 1922, Iida e uma amiga sua da época do Miyako Shinbun, inscreveram-se para trabalhar na Shochiku Kamata Shashincho. Originalmente, eles contrataram apenas a amiga de Iida, mas uma das colegas de Iida que trabalhava dentro da Shochiku interveio e os incentivou a contratá-la para papéis coadjuvantes, como os de empregada doméstica.
Em janeiro de 1923, Iida ingressou oficialmente no estúdio. Ela estreou no filme Shi ni iku tsuma. Seu primeiro filme que a tornou famosa foi Yami o iku, no qual foi elogiada pelo diretor Yoshinobu Ikeda por interpretar uma trabalhadora nada atraente. Iida recebeu elogios por parte da crítica e um bônus pelo seu papel como uma  idosa em Jinsei no Ai, de Kiyohiko Ushihara. Ela mudou-se brevemente para outro estúdio de cinema após o Grande Terremoto de Kanto de 1923, mas logo retornou a Kamata em janeiro de 1924.

### Shochiku
Em 1924, enquanto interpretava uma operária em Sweet Home, dirigido por Ikeda, Iida cortou o lábio em uma caixa de maçã durante uma cena em que atacou Moroguchi Tsuzuya. Ela precisou de dois pontos e resolveu melhorar suas habilidades de atuação. Em julho daquele ano, Iida foi convidada para atuar em mais comédias, como o filme de Yoshino Jiro, Gamaguchi. Em 1925, Iida começou a treinar para se tornar gerente do estúdio, junto com Kobayashi Tokuji e Futaba Kaoru. Em 1926, Iida foi oficialmente promovida à alta administração, juntamente com Morino Goro. Iida casou-se com Hideo Shigehara, um operador de câmera, em 1927. Shigehara trabalhava frequentemente com Yasujirō Ozu, e Iida desempenhou papéis coadjuvantes em muitos de seus filmes, incluindo Gakusei romance e Tōkyō no kōrasu. À medida que o Japão passou do cinema mudo para o cinema com sons, Iida começou a estudar rakugo. Seu primeiro filme sonoro foi Chushingura em 1932. Mais tarde, ela se tornou conhecida por seu estilo de atuação expressivo com Ukikusa monogatari, de Ozu.

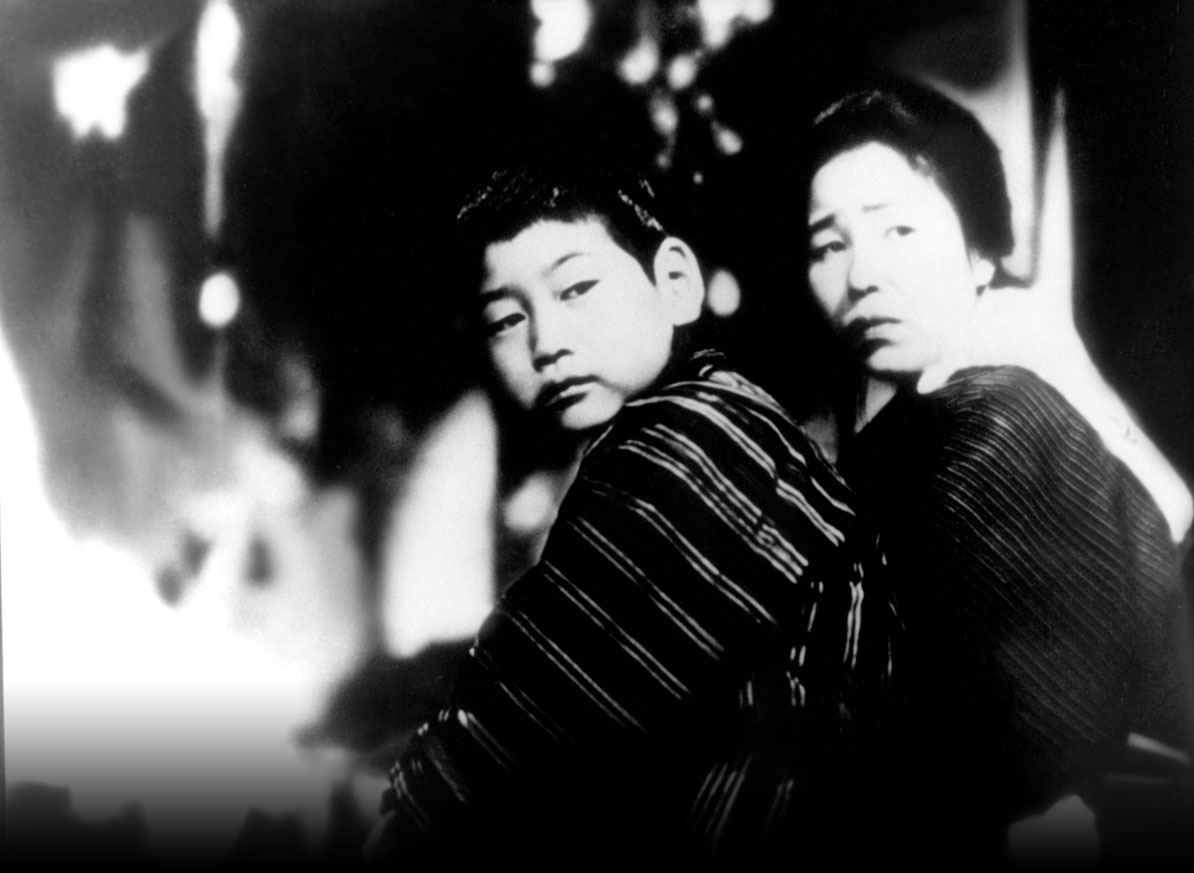
Iida em cena de Hitori musuko (1936)

### Pós-guerra e morte
O primeiro filme de Iida após o fim da guerra em 1945 foi Izu no Musumetachi, de Heinosuke Gosho. Esse filme também foi o último filme de Iida com a Shochiku, já que ela deixou o estúdio para se tornar freelancer. Seu primeiro filme do pós-guerra com Yasujirō Ozu foi Nagaya shinshiroku, de 1947. Ela também apareceu em Yoidore tenshi e Cão Danado, de Akira Kurosawa, Muhōmatsu no isshō, de Hiroshi Inagaki, e Hadaka no Taisho de Horikawa Horimichi. Ela também interpretou a avó do protagonista da série Wakadaisho da Toho. Iida apareceu em muitos dramas de televisão. Ela foi premiada com uma Medalha de Honra em 1963 e uma Ordem do Tesouro Sagrado em 1967. No mesmo ano, seu marido havia falecido.
Durante as filmagens de um série para televisão em 26 de julho de 1972, a saúde de Iida piorou repentinamente. Ela foi levada ao hospital no dia seguinte, onde foi diagnosticada com pleurisia. Ela morreu de câncer de pulmão em 26 de dezembro de 1972.

## Filmografia

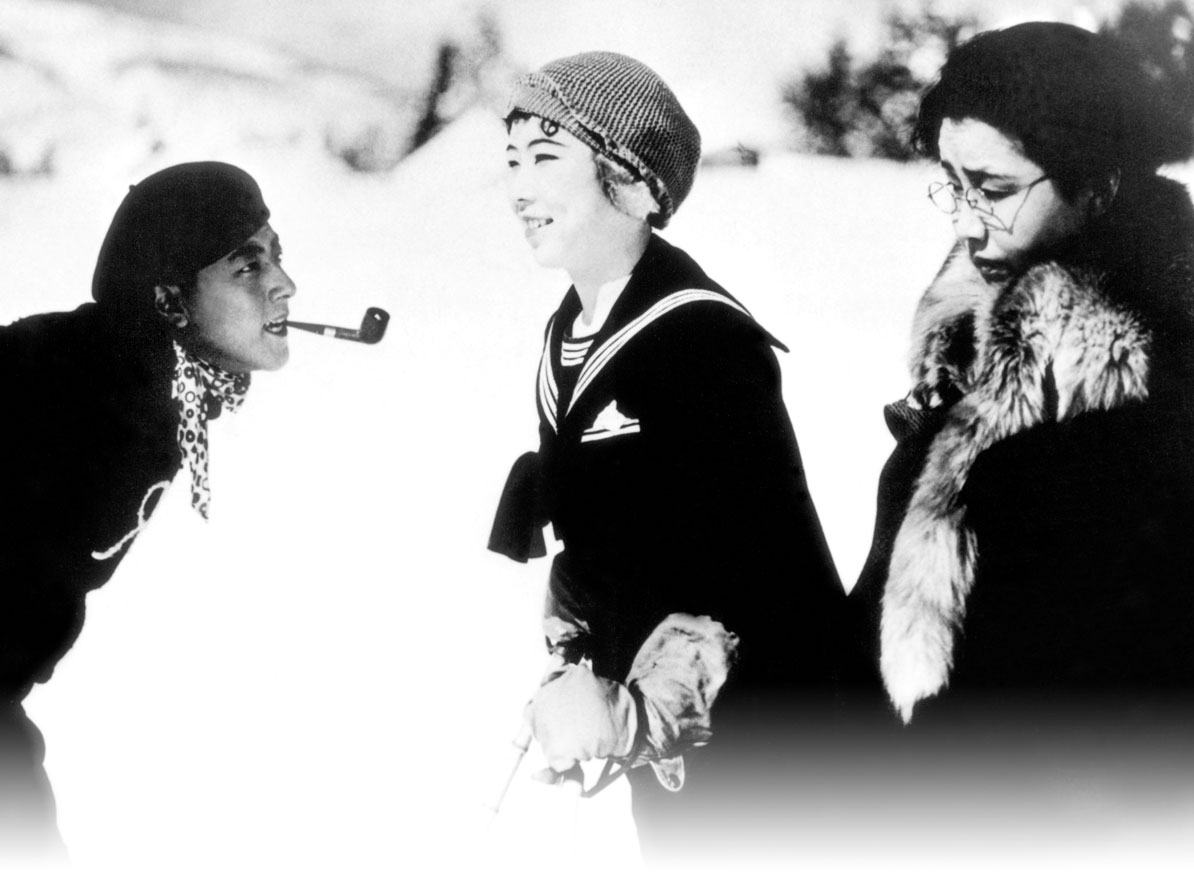
Iida (extrema direita) em Gakusei romance (1929)

| Ano       | Título                         | Papel                           |
| --------- | ------------------------------ | ------------------------------- |
| 1923      | Shi ni iku tsuma               |                                 |
| 1928      | Nikutaibi                      | Ritsuko                         |
| 1929      | Takara no yama                 | Dona do Umenoya                 |
| 1929      | Gakusei romance: Wakaki hi     | Tia de Chieko                   |
| 1929      | Daigaku wa Deta keredo         | Proprietária da pensão          |
| 1931      | Tōkyō no kōrasu                | Esposa do professor             |
| 1932      | Mata au hi made                | Empregada                       |
| 1932      | Chushingura (filme de 1932)    | Esposa de Fuwa Kazuemon         |
| 1932      | Dekigokoro                     | Otome                           |
| 1933      | Yogoto no yume                 | Senhoria                        |
| 1933      | Kimi to wakarete               | Proprietária da casa de gueixas |
| 1934      | Haha o kowazuya                | Faxineira                       |
| 1934      | Ukikusa monogatari             | Otsune, Ka-yan                  |
| 1934      | Tonari no Yae-chan             | Hamako Hattori                  |
| 1935      | Tōkyō no yado                  | Otsune                          |
| 1936      | Hitori musuko                  | Tsune Nonomiya                  |
| 1937      | Shukujo wa nani wo wasureta ka | Chiyoko Sugiyama                |
| 1940      | Nobuko                         | Okei                            |
| 1941      | Toda-ke no kyōdai              | Kiyo, a empregada               |
| 1946      | Aru yo no Tonosama             | Okuma                           |
| 1947      | Yottsu no Koi no Monogatari    | Mulher do mercado negro         |
| 1947      | Aru yo no Tonosama             | Otane                           |
| 1947      | Haru no Mezame                 | Tama Takemura                   |
| 1948      | Yoidore tenshi                 | Bāya                            |
| 1949      | Tonosama Hoteru                | Teru                            |
| 1949      | Cão Danado                     |                                 |
| 1950      | Ishinaka sensei gyōjōki        |                                 |
| 1950      | Bojō                           |                                 |
| 1952      | Rikon                          | Kikuyo                          |
| 1954      | Dobu                           | Tami                            |
| 1955      | Keisatsu Nikki                 | Tatsu                           |
| 1955      | Takekurabe                     | Otoki                           |
| 1955      | Chibusa yo eien nare           |                                 |
| 1956      | Mahiru no ankoku               | Uemura Tsuna                    |
| 1956      | Romansu musume                 | Mulher na loja de departamentos |
| 1957      | Kiiroi Karasu                  |                                 |
| 1957      | Ibo kyōdai                     | Masu                            |
| 1958      | Muhōmatsu no isshō             | Otora (dona da pousada)         |
| 1961      | Tsuma to shite onna to shite   |                                 |
| 1961–1970 | Wakadaisho                     | Tanuma Riki                     |
| 1962      | Hōrōki                         | Dona da loja de doces           |